# Etil
U organskoj kemiji, etilna skupina (skraćeno Et) je alkilni supstituent formule −CH2CH3, izveden iz etana (C2H6). Etil se koristi u nomenklaturi organske kemije Međunarodne unije za čistu i primijenjenu kemiju (IUPAC) za zasićeni dio s dva ugljika u molekuli, dok se prefiks "et-" koristi za označavanje prisutnosti dva atoma ugljika u molekuli.

## Etiliranje
Etiliranje je postupak stvaranja spoja uvođenjem etilne skupine. Najrašireniji primjer ove reakcije je etiliranje benzena s etilenom da bi se dobio etilbenzen, prekursor stirena, koji je prekursor polistirena. Otprilike 24,7 milijuna tona etilbenzena proizvedeno je 1999.
Mnogi spojevi koji sadrže etil nastaju elektrofilnim etiliranjem, tj. obradom nukleofila s izvorima Et+. Trietiloksonij tetrafluoroborat [Et3O]BF4 je takav reagens. Za dobre nukleofile koriste se manje elektrofilni reagensi, kao što su etil-halogenidi.

### Friedel-Craftsovo alkiliranje
Etilbenzen se može pripraviti i Friedel-Craftsovim alkiliranjem. U toj reakciji koristit ćemo benzen i etil-klorid na primjer uz katalizator koji mora biti neka Lewisova kiselina, a to je najčešće AlCl3. 

### Friedel-Craftsovo aciliranje uz redukciju karbonilne skupine
Etilbenzen još možemo pripraviti Friedel-Craftsovim aciliranjem benzena s acil-kloridom uz katalizator kao onaj u Friedel-Craftsovim alkiliranjem. Nakon aciliranja moramo reducirati nastali spoj. 

## Stereokemija
U nesimetričnim etiliranim spojevima, metilenski protoni u etilnom supstituentu su dijastereotopni. Poznato je da kiralni reagensi stereoselektivno modificiraju takve supstituente.

## Etimologija
Ime grupe izvedeno je iz Aethera, prvorođenog grčkog elementarnog boga zraka (i u to vrijeme opći izraz za sve vrlo hlapljive spojeve) i "hyle", što se odnosi na "stvari". Naziv "etil" skovao je 1835. godine švedski kemičar Jöns Jacob Berzelius.